# Lee Man FC
Lee Man FC (celým názvem: Lee Man Football Club; čínsky znaky tradiční 夢想體育會) je čínský profesionální fotbalový klub, který sídlí ve zvláštní správní oblasti Čínské lidové republiky Hongkongu. Založen byl v roce 2017 čínskou papírenskou společností Lee & Man Paper Manufacturing Ltd. Klubové barvy jsou modrá, červená a bílá. Od sezóny 2017/18 působí v hongkongské nejvyšší fotbalové soutěži.
Své domácí zápasy odehrává na stadionu Tseung Kwan O Sports Ground s kapacitou 3 500 diváků.

## Historické názvy
Zdroj: 
- 2017 – Lee Man FC (Lee Man Football Club)

## Umístění v jednotlivých sezonách
Stručný přehled
Zdroj: 
- 2017– : Hong Kong Premier League

Jednotlivé ročníky
Zdroj: 
Legenda: Z - zápasy, V - výhry, R - remízy, P - porážky, VG - vstřelené góly, OG - obdržené góly, +/- - rozdíl skóre, B - body, červené podbarvení - sestup, zelené podbarvení - postup, fialové podbarvení - reorganizace, změna skupiny či soutěže
| Hongkong (2017 – ) |                          |        |    |   |   |   |    |    |     |   |        |
| Sezóny             | Liga                     | Úroveň | Z  | V | R | P | VG | OG | +/- | B | Pozice |
| 2017/18            | Hong Kong Premier League | 1      | 20 |   |   |   |    |    |     |   |        |